# Messier 85
Messier 85 sau M85 este o galaxie eliptică.